# كارين فوس
كارين فوس (بالإنجليزية: Karen Foss)‏ هي صحفية أمريكية، ولدت في 1944.